# Dorcadida bilocularis
Dorcadida bilocularis là một loài bọ cánh cứng trong họ Cerambycidae.